# Наумово (Ярославский район)
Наумово — село в Ярославском районе Ярославской области России. Входит в состав Кузнечихинского сельского поселения.

## География
Расположено в 3 км на восток от центра поселения деревни Кузнечиха и в 5 км на северо-восток от Ярославля.

## История
По преданию, первоначальное устройство церкви относится к 1630 году и связано с именем московского помещика Наума Плещеева, который перенес из деревни Юрьево в деревню Наумово часовню Толгского монастыря. Деревянная церковь существовала до 1799 года. Каменный пятиглавый храм с ярусной колокольней построен в 1799 году на месте утраченной деревянной церкви. Престолов было два: во имя Похвалы Пресвятой Богородицы и во имя святителя Николая.
В конце XIX — начале XX века село входило в состав Сереновской волости Ярославского уезда Ярославской губернии.
С 1929 года село входило в состав Сереновского сельсовета Ярославского района, с 1954 года — в составе Кузнечихинского сельсовета, с 2005 года — в составе Кузнечихинского сельского поселения.

## Население
| 1859 | 1914 | 2007 | 2010 |
| ---- | ---- | ---- | ---- |
| 16   | ↗274 | ↘7   | ↘0   |

## Достопримечательности
В селе расположена недействующая Церковь Похвалы Божией Матери (1799).